# Chabuata fasciata
Chabuata fasciata là một loài bướm đêm trong họ Noctuidae.